# Станчич, Иван Людвигович
Иван Людвигович Станчич (1899, Брод — 13 декабря 1937, СССР) — австро-венгерский и советский музыкант, управляющий зрелищными предприятиями Западно-Сибирского края, организатор и первый директор Новосибирской государственной филармонии.

## Биография
Родился в 1899 году в Броде. Из семьи служащих. Окончил гимназию и консерваторию (шесть курсов).
С 1914 года — виолончелист оркестра в государственном оперном театре Загреба; в Первую мировую войну — музыкант австрийской армии (1916—1918); после военной службы — работник симфонического оркестра.
С разгромом коммунистической партии в 1919 году скрывался в Австрии, Чехословакии и Германии. На протяжении четырёх лет был работником симфонических оркестров Праги и Берлина.
С 1923 года — гражданин Советского Союза. Переехал в Омск и начал преподавать в музыкальном техникуме. В скором времени стал членом правления Омского губотдела Союза работников искусств, а также профуполномоченным музыкального техникума. Вступил в большевистскую партию. Через год — заведующий культотделом и заместитель председатателя губотдела Рабис.
14 января 1925 года занял пост председателя Омского окротдела Союза Всерабис.
23 августа 1928 года избран заместителем председателя Сибкрайрабиса, а два месяца спустя — председателем этой организации.
В ноябре 1928 года прибыл в Новосибирск в качестве председателя правления Сибирского краевого Союза работников искусств и 26 октября 1932 занял место управляющего Западно-Сибирским краевым управлением зрелищных предприятий (28 апреля 1934 года в распоряжение этого ведомства также были переданы все краевые театры и концертно-эстрадная деятельность). Станчич получил должность начальника УЗТП Запсибкрая, а в 1935 году он одновременно стал директором «Красного факела», театра, достигшего в этот период больших творческих успехов.
Во второй половине 1930-х годов стал организатором и первым директором Новосибирской государственной филармонии, основанной в конце декабря 1936 года постановлением Запсибкрайисполкома на базе некоторых гастрольно-концертных и театрально-зрелищных учреждений.
6 февраля 1937 года горком ВКП(б) исключил Станчича из партии большевиков как «врага народа» и после постановления тройки УНКВД Новосибирской области расстрелян.
3 апреля 1958 года по решению военного трибунала СибВО полностью реабилитирован в связи с отсутствием состава преступления.